# Bel Ami (filmstúdió)
Bel Ami egy szlovákiai meleg pornográf filmstúdió, három irodája van, Pozsonyban, Prágában és Budapesten. 1993-ban, alapította a filmrendező George Duroy, aki álnévként vette fel a nevet, születési neve Lanning Janosov. Az álnevét és a studió nevét, Guy de Maupassant regényéből a Bel Ami A szépfiú (regény)ből, vette.
DVD-ket, naptárakat és fotóalbumokat készítenek, valamint az előadók főeseményként éjszakai klubokba és hasonló helyszíneken jelennek meg, szerte Európában, az Egyesült Államokban, és másutt.
A Bel Aminak több száz előadója van. Híres előadok Sebastian Bonnet, Kris Evans, Kevin Warhol, Luke Hamill, Tim Hamilton, Josh Elliot, Tommy Hansen, Dolph Lambert, Brandon Manilow, Johan Paulik, Lukas Ridgeston, Ariel Vanean, Mick Lovell és újabban az ikrek Elijah és Milo Peters, akik együtt orális és óvszer nélküli anális jelenetben szerepelnek.
A stúdió számos felnőtt szórakoztatású díjakat és jelöléseket nyert.

## Válogatott filmek
- Frisky Summer 1,2,3 (1995,1996,1998)
- An American in Prague (1997)
- The 101 Men series (1998-2002)
- The Personal Trainers series (2001- to date)
- Greek Holiday (2004)
- Lukas in Love (2005)
- The Private Life of Brandon Manilow (2008)
- French Kiss (2008)
- Seriously Sexy (2009)
- 5 Americans in Prague (2009)
- Todd and Dolph (2010)
- Skin on Skin (2010)
- Step by Step: The Education of  Porn Star: Kris Evans (2010)
- Step by Step: The Education of a Porn Star: Jean-Daniel Chagall (2010)
- Taboo (2010)
- Bel Ami 3D (2011)
- Kinky Angels 1: Kevin Warhol (2011)
- Kris Evans: Up & Close (2011)
- Irresistible (2012)
- Passion (2012)
- An American in Prague in 3D (2013)